# Удовиченко, Евгений Трофимович
Евгений Трофимович Удовиченко (1 декабря 1933, Ясиноватая — 2 декабря 1998, Львов) — советский и украинский ученый, генеральный директор научно-производственного объединения «Система» (1977—1998), лауреат Государственной премии СССР в области науки и техники (1977).
Действительный член (академик) Академии наук технологической кибернетики Украины, Академии экономических наук Украины, Академии проблем качества (Россия), почетным членом Ученого совета Академии качества Чехии, президентом Украинского отделения Международной метрологической академии, а также других отечественных и международных организаций.

## Биография
Евгений Трофимович Удовиченко родился 1 декабря 1933 г. в г. Ясиноватая Донецкой области в рабочей семье; с 1946 года семья проживала во Львове. Окончив школу, в 1950 году поступил во Львовский политехнический институт (на радиотехнический факультет), который окончил в 1956 году. В 1956—1971 годы работал во Львовском объединении радиотехнической аппаратуры (ПО им. В. И. Ленина) в должностях регулировщика аппаратуры, инженера-технолога, старшего инженера отдела главного конструктора, начальника бюро технического контроля, затем начальника ОТК — главного контролёра качества продукции. Одновременно окончил заочную аспирантуру Львовского политехнического института.

### Семья
Отец — Трофим Иванович Удовиченко (1910—1977), работал на железнодорожном транспорте; мать — Ольга Ивановна Удовиченко (1916—1988).
Жена — Нина Николаевна Удовиченко (1939— 2013)
- дочь — Татьяна Евгеньевна Удовиченко (1964—2019)

## Научная и педагогическая деятельность
В 1970 году в Московском авиационном институте защитил кандидатскую диссертацию по вопросам разработки и исследования организационно-технических и экономических средств повышения качества и надежности бортовых телеметрических систем; присвоена учёная степень кандидата экономических наук. Старший научный сотрудник по специальности «Стандартизация и управление качеством» (1976).
В 1982 году защитил докторскую диссертацию; присвоена учёная степень доктора экономических наук. Профессор по кафедре «Автоматизация процессов управления качеством» (1985).
Под руководством и при личном участии Е. Т. Удовиченко были разработаны новые направления теории и методологии построения и управления сложными организационно-экономическими и техническими системами, используемые в отечественных, а также международных нормативных документах. При этом большое внимание он уделял подготовке научных кадров и специалистов в области управления качеством, стандартизации и метрологии. Используя новейшие достижения кибернетики, теории измерений, метрологии и сертификации, Е. Т. Удовиченко разработал научные основы построения и метрологического обеспечения измерительных информационных систем, их применения при измерении параметров сложных объектов, в процессах управления и контроля качества продукции. Эти разработки нашли широкое практическое применение в действующих отечественных нормативных документах, в рекомендациях Международной организации законодательной метрологии (OIML) и других международных документах. Евгений Трофимович участвовал в создании постулатов квалитологии — науки о качестве, дальнейшее развитие которой, по словам академика Российской академии естественных наук (РАЕН) и Международной академии наук (МАН), доктора медицинских наук, профессора, заслуженного деятеля науки РФ А. А. Хадарцева, «предопределит все уровни прогресса человеческой цивилизации». Е. Т. Удовиченко — автор термина «квалитативная медицина», поэтому именно ему благодарные соратники и последователи из Украины и России посвятили вышедший в 2003 г. сборник научных статей и сообщений «Медицинские аспекты квалитологии». Под руководством и при непосредственном участии Е. Т. Удовиченко была создана и внедрена во всех отраслях народного хозяйства СССР и за его пределами Система бездефектного труда (СБТ). А в 70—80-х гг. прошлого столетия ученые ВНИИС, Львовского филиала Всесоюзного научно-исследовательского института физико-технических и радиотехнических измерений (в настоящее время ФГУП «ВНИИФТРИ», Россия) под руководством А. В. Гличева и Е. Т. Удовиченко разработали Комплексную систему управления качеством продукции (КС УКП) на всех стадиях её жизненного цикла. В ней наиболее последовательно использованы принципы системности управления. КС УКП, ставшая новым этапом в решении проблем обеспечения качества, была внедрена на 25 тыс. предприятий различных отраслей экономики страны и дала высокий народнохозяйственный эффект. К сожалению, условия, в которых происходило становление КС УКП, отсутствие рынка ограничили её возможности. По сути и содержанию эта разработка значительно опередила свое время.
Вместе с тем, создание КС УКП повлияло на стимулирование работ в этом направлении во всем мире. Принципы её построения впоследствии нашли отражение в стандартах ИСО серии 9000. По поручению директивных органов СССР Е. Т. Удовиченко возглавлял разработку теоретических и методологических основ обеспечения качества и надежности военной техники, в частности ракетно-космических радиоэлектронных систем, и руководящих и нормативных документов по этой проблематике. На протяжении многих лет Е. Т. Удовиченко был одним из руководителей научных семинаров «Метрологическое обеспечение измерительных информационных систем» по проблеме «Кибернетика» и «Моделирование сложных систем и информатика процессов управления» филиала Научного совета Академии наук Украины. Более 20 лет преподавал новые дисциплины во Львовском политехническом институте и институтах повышения квалификации кадров Минрадиопрома и Госстандарта СССР. В 1980 г. Е. Т. Удовиченко возглавил кафедру «Автоматизация процессов управления качеством» Всесоюзного института повышения квалификации руководящих и инженерно-технических работников в области стандартизации, качества продукции и метрологии (ВИСМ), которая была создана по его инициативе при Всесоюзном научно-исследовательском институте метрологии и измерительных и управляющих систем (ВНИИМИУС).
Евгений Трофимович подготовил более десяти кандидатов наук и можно с полной уверенностью утверждать, что он создал научную школу в области построения и управления сложными организационно-экономическими и техническими системами. Наработки по созданию КС УКП, построению автоматизированных систем управления качеством оказались очень востребованными в 90-х гг. при разработке систем управления качеством по стандартам ИСО. Международным признанием научных достижений Е. Т. Удовиченко стало двукратное избрание его председателем Технического комитета по метрологическому обеспечению качества ЕОК и награждение в 1987 г. Почетной грамотой EOК за лучшую работу в области управления качеством за 1986 г. Е. Т. Удовиченко был действительным членом (академиком) Академии наук технологической кибернетики Украины, Академии экономических наук Украины, Академии проблем качества (Россия), почетным членом Ученого совета Академии качества Чехии, президентом Украинского отделения Международной метрологической академии, а также других отечественных и международных организаций. Он является автором более 200 научных работ, в том числе 8 монографий, 10 брошюр и учебного пособия, 19 его работ издано за рубежом: в США, Франции, Великобритании, Италии, Польше, Израиле, Чехословакии, Австрии, Болгарии, Новой Зеландии, Бахрейне, Тайване и др. Разработки Евгения Трофимовича получили широкое распространение и нашли применение в практике работы во многих странах мира.

## Наука и производство
Е. Т. Удовиченко был крупным организатором науки, многие результаты его деятельности были использованы на производстве. Благодаря усилиям Евгения Трофимовича маленькое отделение института превратилось в крупное научно-производственное объединение, получившее известность во всем мире. В 1971 г. Е. Т. Удовиченко возглавил Львовское отделение ВНИИФТРИ, с тех пор и до последних дней своей жизни он трудился в системе Госстандарта. В 1973 г. Львовское отделение было преобразовано в филиал того же института, Е. Т. Удовиченко стал его директором. Активное внедрение в начале 70-х гг. измерительных информационных систем (ИИС) и все более широкое использование автоматизированных систем управления технологическими процессами (АСУТП) на производстве привело к созданию теоретических, методических, организационных основ их метрологического обеспечения. Львовскому филиалу было поручено решение задач метрологического обеспечения ИИС и АСУТП, и он стал головной организацией в стране по этому направлению. Учитывая накопленный Львовским филиалом опыт и весомые научные результаты в области метрологии измерительных систем, в 1977 г. он был преобразован во ВНИИМИУС.
В 1979 г. на базе института создано научнопроизводственное объединение (НПО) «Система», в которое вошли Западный пункт Государственной службы времени и частоты, а также ВНИИМИУС и СКБ с ОЭП — специальное конструкторское бюро с опытно-экспери менталь нымпроизводством. Евгений Трофимович Удовиченко стал генеральным директором объединения. В 1991 г. НПО «Система» преобразовано в ГНИИ «Система», который в качестве генерального директора возглавил опять же Е. Т. Удовиченко. В начале 90-х гг. в Украине остро встала задача создания национальных систем стандартизации, метрологии и сертификации. Опыт разработок предыдущих лет, системный подход к решению различных задач науки и техники позволили ГНИИ «Система» сразу же присоединиться к этому процессу.

## Общественная деятельность
Е. Т. Удовиченко известен также как крупный общественный деятель. Большое внимание Евгений Трофимович уделял пропаганде и продвижению идей качества в масштабах Советского Союза. Заметное место в его деятельности занимала общественная работа. Он представлял Украину в EOК, избирался вице-президентом Украинской ассоциации качества и Украинской ассоциации потребителей, президентом Украинского международного фонда качества. Кроме того, Е. Т. Удовиченко был членом правления Украинского союза промышленников и предпринимателей, возглавлял комиссию по вопросам качества УСПП. Как член президиума правления, много лет принимал активное участие в работе общества «Знание».

## Награды
- Государственная премия СССР (1977) — за научные результаты и их практическое внедрение при создании систем управления качеством (в составе авторского коллектива)
- медаль «За доблестный труд» (1970)
- медаль «За трудовую доблесть» (1971)
- Почётная грамота Президиума Верховного Совета УССР (1976)
- нагрудный знак «За заслуги в стандартизации» (1976)
- орден Трудового Красного Знамени (1981)
- три золотые и серебряная медали ВДНХ СССР (1970—1973, 1976).